# New Haven (Indiana)
New Haven es una ciudad ubicada en el condado de Allen en el estado estadounidense de Indiana. En el Censo de 2010 tenía una población de 14.794 habitantes y una densidad poblacional de 578,61 personas por km².

## Geografía
New Haven se encuentra ubicada en las coordenadas 41°3′48″N 85°1′32″O / 41.06333, -85.02556. Según la Oficina del Censo de los Estados Unidos, New Haven tiene una superficie total de 25.57 km², de la cual 25.56 km² corresponden a tierra firme y (0.05%) 0.01 km² es agua.

## Demografía
Según el censo de 2010, había 14.794 personas residiendo en New Haven. La densidad de población era de 578,61 hab./km². De los 14.794 habitantes, New Haven estaba compuesto por el 93.23% blancos, el 3.31% eran afroamericanos, el 0.37% eran amerindios, el 0.43% eran asiáticos, el 0.05% eran isleños del Pacífico, el 0.88% eran de otras razas y el 1.74% pertenecían a dos o más razas. Del total de la población el 3.14% eran hispanos o latinos de cualquier raza.